# Tour de l'Ardèche 2018
De 16e editie van de wielerwedstrijd Tour de l'Ardèche vond in 2018 plaats van 13 tot en met 18 september. De start was in Saint-Marcel-d'Ardèche en de finish in Privas. De ronde stond op de UCI-kalender voor vrouwen, vanaf dit jaar in de categorie 2.1. Titelverdedigster Lucy Kennedy werd opgevolgd door de Poolse Katarzyna Niewiadoma.

## Deelnemende ploegen
| UCI-teams                          | UCI-teams             | Nationale selectie | Nationale selectie | Clubteams                   |
| ---------------------------------- | --------------------- | ------------------ | ------------------ | --------------------------- |
| Astana Women's Team                | Health Mate-Cyclelive | België             | Oostenrijk         | World Cycling Center        |
| Bepink                             | Team Illuminate       | Duitsland          | Polen              | Conade Visit Mexico         |
| Canyon-SRAM                        | Rally                 | Israël             | Rusland            | SWABO Ladies                |
| Dukla Praha                        | Servetto-Stradalli    | Nederland          | Spanje             | YRDP Fred Whitton Challenge |
| Experza-Footlogix                  | Team Tibco            | Noorwegen          | Verenigde Staten   |                             |
| FDJ Nouvelle-Aquitaine Futuroscope |                       | Oekraïne           | Zwitserland        |                             |

## Etappe-overzicht
| Etappe | Datum        | Start                      | Finish                 | Type       | Afstand | Winnaar              | Klassementsleider         |
| ------ | ------------ | -------------------------- | ---------------------- | ---------- | ------- | -------------------- | ------------------------- |
| 1a     | 13 september | Saint-Marcel-d'Ardèche     | Beauchastel            | Vlakke rit | 65 km   | Alexis Ryan          | Alexis Ryan               |
| 1b     | 13 september | Saint-Fortunat-sur-Eyrieux | Cruas                  | Heuvelrit  | 54,9 km | Arlenis Sierra       | Arlenis Sierra            |
| 2      | 14 september | Saint-Sauveur-de-Montagut  | Villeneuve-de-Berg     | Heuvelrit  | 125 km  | Ruth Winder          | Ruth Winder               |
| 3      | 15 september | Châteauneuf-de-Gadagne     | Mont Serein            | Bergrit    | 117 km  | Eider Merino         | Margarita Victoria García |
| 4      | 16 september | Grandrieu                  | Mont Lozère            | Bergrit    | 139 km  | Katarzyna Niewiadoma | Margarita Victoria García |
| 5      | 17 september | Savasse                    | Montboucher-sur-Jabron | Heuvelrit  | 113 km  | Ruth Winder          | Katarzyna Niewiadoma      |
| 6      | 18 september | Chomérac                   | Privas                 | Heuvelrit  | 90 km   | Erica Magnaldi       | Katarzyna Niewiadoma      |

## Klassementenverloop
| Etappe       | Winnaar              | Algemeen klassement · | Puntenklassement · | Bergklassement ·     | Jongerenklassement · | Ploegenklassement |
| ------------ | -------------------- | --------------------- | ------------------ | -------------------- | -------------------- | ----------------- |
| 1a           | Alexis Ryan          | Alexis Ryan           | Alexis Ryan        | Alison Jackson       | Susanne Andersen     |                   |
| 1b           | Arlenis Sierra       | Arlenis Sierra        | Arlenis Sierra     | Heidi Franz          | Susanne Andersen     | WCC Team          |
| 2            | Ruth Winder          | Ruth Winder           | Arlenis Sierra     | Katarzyna Niewiadoma | Sara Poidevin        | Verenigde Staten  |
| 3            | Eider Merino         | Mavi García           | Ruth Winder        | Katarzyna Niewiadoma | Sara Poidevin        | Spanje            |
| 4            | Katarzyna Niewiadoma | Mavi García           | Arlenis Sierra     | Katarzyna Niewiadoma | Sara Poidevin        | Spanje            |
| 5            | Ruth Winder          | Katarzyna Niewiadoma  | Ruth Winder        | Katarzyna Niewiadoma | Sara Poidevin        | Spanje            |
| 6            | Erica Magnaldi       | Katarzyna Niewiadoma  | Ruth Winder        | Katarzyna Niewiadoma | Sara Poidevin        | Spanje            |
| 0Eindstanden | 0Eindstanden         | Katarzyna Niewiadoma  | Ruth Winder        | Katarzyna Niewiadoma | Sara Poidevin        | Spanje            |

2003 · 2004 · 2005 · 2006 · 2007 · 2008 · 2009 · 2010 · 2011 · 2012 · 2013 · 2014 · 2015 · 2016 · 2017 · 2018 · 2019 · 2020 · 2021 · 2022 · 2023 · 2024